# 科爾謝
科爾謝是波蘭的城鎮，位於該國東北部，毗鄰與俄羅斯接壤的邊境，由瓦爾米亞-馬祖里省負責管轄，面積4.03平方公里，鎮上的天主教教堂建於1903年，2006年人口4,632。
54°10′N 21°08′E / 54.167°N 21.133°E